# Markaz Minyat An Naşr
Markaz Minyat An Naşr (arabiska: مركز منية النصر) är en region i Egypten.   Den ligger i guvernementet Ad-Daqahliyya, i den norra delen av landet, 130 km norr om huvudstaden Kairo.